# المریجب
المریجب (به عربی: المریجب) یک روستا در سوریه است که در ناحیه سنجار واقع شده‌است. المریجب ۵۸۰ نفر جمعیت دارد.